# Васильцы

Васильцы (укр. Васильці) — село,
Нестеренковский сельский совет,
Полтавский район,
Полтавская область,
Украина.
Код КОАТУУ — 5324083705. Население по переписи 2001 года составляло 4 человека.

## Географическое положение
Село Васильцы находится в урочище Буты, примыкает к селу Марьевка.